# کایل مورفی
کایل مورفی (انگلیسی: Kyle Murphy؛ زادهٔ ۵ اکتبر ۱۹۹۱) دوچرخه‌سوار اهل ایالات متحده آمریکا است.
از باشگاه‌هایی که در آن بازی کرده‌است می‌توان به کاخا رورال-سگوروس رخا اشاره کرد.